# 아이샤 하인즈
아이샤 하인즈(Aisha Hinds, 1975년 1월 13일 ~ )는 미국의 배우이다.

## 출연 작품
- 고질라: 킹 오브 몬스터 - 엘리자베스 러들로 역